# Приамо дела Куерча
.
Приàмо дèла Куèрча (на италиански: Priamo della Quercia; * ок. 30 ноември 1400, Лука ?, † ок. 1467/68, Волтера?) е италиански художник и миниятюрист, представител на Сиенската школа.

## Биография и творчество
Приамо дела Куерча е син на сиенския скулптор Пиетро д’Анджело и малък брат на знаменития скулптор Якопо дела Куерча. Датата на неговото раждане е неизвестна, но мястото вероятно е град Лука, където, съгласно съхранените документи, неговият баща работи от 1387 до 1422 г. 
Ранното му формиране се основава на изучаването на готическата живопис в Лука и Пиза. През 1426 г. той изписва олтара-табернакул за манастирската църква „Св. св. Михаил и Петър“ в Манастир „дел’Анджело“ до Лука (сега в Музей „Вила Гуиниджи“, Лука). Олтарът е изпълнен през 1420-те г., като художникът изписва на него Христос Пантократор, Благовещение, няколко светии по страните и предела с чудесата на Архангел Михаил. 
През 1428 г. художникът работи в провинция Лука, създавайки полиптих за църквата „Сан Лоренцо в Сегроминьо“ (сега загубен). Според някои източници Приамо го оставя недовършен и заминава за Сиена, а според други той продължава да работи в Лука до 1432 г. На този ранен период от неговото творчество се приписват и поясът на олтара „Св. Антоний-абат и св. Яков“ (1420-те г.) (Колекцията на Банка „Монте дей Паски ди Сиена“), триптих „Разпятие със светии“ (приписан му от Дж. Келаци Дини; частна колекция), „Мадоната с Младенеца“, изписана, както се предполага,
 с някакъв бохемски образец-прототип (продаден на аукцион на Сотбис през 1995 г.), „Мадоната с Младенеца и ангели“ (Музей „Метрополитън“, Ню Йорк) и олтар от три части „Мадоната с Младенеца и св. Урсула, Архангел Михаил, св. Агата и св. Лукия“ (Музей „Метрополитън“, Ню Йорк), изписан през 1442 г. за църквата „Сан Микеле“ под влияние на творчеството на Тадео ди Бартоло.
Като живописец с неголямо дарование Приамо дела Куерча, благодарение на своя по-голям и по-известен брат Якопо, се запознава с най-добрите сиенски художници. Предполага се, че благодарение на тези връзки се обединява с Доменико ди Бартоло и взема участие във фреските в „Санта Мария дела Скала“. Неговият брат, скулпторът Якопо, има добри връзки с ръководството на тази болница (през 1434 г. е предложен за длъжността на неин ректор, но не е избран). Приамо дела Куерча работи там съвместно с Доменико ди Бартоло и Лоренцо ди Пиетро (Векиета). Някои специалисти предполагат, че там той участва като подмайстор на Доменико ди Бартоло, но поради голямата сума, изплатена на Приамо за тази работа хипотезата  се отхвърля. Документите съобщават, че от него е изписана източната стена, на която е останала една-единствена фреска: „Аугустино Новело назначава първия ректор“. Събитието, дало повод за сюжета на фреската, се е случило в началото на XIV век, когато монахът-августинец Аугустино Новело назначава първия ректор на болницата. На фреската е изобразена голяма арка, декорирана с клони на виеща се лоза, а в долните ниши на арката има релефи на Адам и Ева. Пространството на фреската е поделено в дълбочина чрез три арки, тези три образуващи се пространства символизират различни степени на християнското милосърдие. На преден план монахът благословя стоящия пред него на колене ректор на болницата. В тази фреска художника до голяма степен се отдалечава от условния език на Международната готика, който е присъщ на неговите ранни творби. Също така жизнеността на човешките фигури у Приамо се получава по-неудачно в сравнение с разположените до тях хора от фреските на Доменико ди Бартоло, затова неговата творба изглежда доста по-скромно.
През 1440 г., когато той едва пристъпва към работата си над тези фрески (съгласно документите завършва и получава заплащане през 1442 г.), Приамо получава поръчка за изписване на главния олтар на църквата „Св. Архангел Михаил“ във Волтера (сега изгубен). В този град Приамо работи голяма част от оставащите му години. През 1445 г. изпълнява там триптих за Митницата по солта (сега произведението се пази в Ораторий на св. Антоний абат). Сред работите, изпълнени във Волтера, са: „Св. Бернардин в слава“, изписана за Палацо дей Приори (Волтера, Пинакотека), неголямата „Мадона с Младенеца и св. св. Яков и Виктор“ от болницата „Санта Мария Магдалена“ (носи датата 1450 г.; Волтера, Пинакотека) и „Мадоната с Младенеца, св. Ансан и св. Октавиан“, изпълнена за съда (Волтера, Пинакотека).
През 1453 г. Приамо е отбелязан в Сиена, но през 1467 г. той се появява отново в документите на Волтера, въпреки че нито един от тези документи не е свързан с работата му.
В допълнение към изброените произведения, на него се приписва авторството на стенописите в параклиса „Среща на Мария и Елизабет“ извън Флорентинската порта във Волтера. Фреските изобразяват „Мадоната с Младенеца с Николай Толентински в слава“, „Бог Отец, ангели и светците Антоний абат, Виктор (?), Йероним (?) и Антоний от Падуа“. Стенописите вероятно са направени около 1446 г., когато Никола Толентински е канонизиран. Това приписване се подкрепя от Енцо Карли и Франко Леси.

Милард Мис приписва на Приамо авторството на миниатюрите в „Божествена комедия“ на Данте, собственост на Йейтс Томпсън (Британска библиотека, Лондон), но това приписване, направено през 1964 г., става предмет на дискусия и се оспорва от други експерти (Джон Поуп- Хенеси ги смята дело на Векиета; Джулиета Келаци Дини вярва, че са дело на Никола ди Улисе).
- Неидентифицирана сцена от неизвестна новела. Касон. Началото на 1440-те г., Музей на изкуствата, Филаделфия.
- Мадоната с Младенеца и св. св. Яков и Виктор. 1450 г., Волтера, Пинакотека.
- Мадоната с Младенеца св. Ансан и св. Октавиан. 1450-те г., Волтера, Пинакотека[8].